# Южна Тарауа
Южна Тарауа (на английски: South Tarawa; на кирибатски: Tarawa Teinainano) е столицата на Кирибати. В града живее приблизително половината от населението на страната. Южна Тарауа административно включва всичките малки островчета от Бетио на запад до Бонрики и Танаеа на изток. Те са свързани с общ път. Населението на града е 63,439 към 2020 г.
В Южна Тарауа се намира по-голямата част от правителството, търговските и образователните съоръжения в Кирибати. В Бетио се намира Върховният съд, в Байрики – Държавният дом, правителствените министерства и чуждестранните върховни комисии, в Теаоререке – Южнотихоокеанският университет, в Амбо – Законодателното събрание, а в Науереуере – централната болница. Римокатолическият диоцез се намира в Теаоререке, протестантската църква на Кирибати – в Антебука, а църквата на Исус Христос на светиите от последните дни – в Ейта.

## География
Южна Тарауа е низ от островчета, разположен между лагуната Тарауа на север (максимална дълбочина 25 m) и Тихия океан на юг. Островната верига е образувана от седименти от лагуната. Процесът на натрупване на почва се захранва от преобладаващите източни ветрове и може да се обърне през периоди на доминиращи западни ветрове.
В днешно време островчетата са свързани с пътища, образувайки един дълъг остров върху рифа по дължина на южната страна на лагуната Тарауа. По-голямата част от Южна Тарауа се намира на по-малко от 3 m над морското равнище, като средната височина е едва 450 m. Това прави острова изключително уязвим към изменението на климата и природните бедствия. Влиянието на покачващото се морско равнище и свързаното с него засоляване на почвите заплашват запасите от прясна вода на острова.
Към 1978 г. в Южна Тарава живеят 17 921 души. След като Кирибати получава независимост през 1979 г. населението на града почти се устроява до 50 182 души в наши дни. В днешно време Южна Тарауа е едно селище, разпростиращо се от североизточния край на острова, Танаеа, до югозападния му край, Бетио.

### Климат
Климатът в Южна Тарауа е топъл и влажен през цялата година, а средногодишните валежи са относително високи. Все пак, валежите са доста непредсказуеми.
| Климатични данни за Южна Тарауа       | Климатични данни за Южна Тарауа | Климатични данни за Южна Тарауа | Климатични данни за Южна Тарауа | Климатични данни за Южна Тарауа | Климатични данни за Южна Тарауа | Климатични данни за Южна Тарауа | Климатични данни за Южна Тарауа | Климатични данни за Южна Тарауа | Климатични данни за Южна Тарауа | Климатични данни за Южна Тарауа | Климатични данни за Южна Тарауа | Климатични данни за Южна Тарауа | Климатични данни за Южна Тарауа |
| Месеци                                | яну.                            | фев.                            | март                            | апр.                            | май                             | юни                             | юли                             | авг.                            | сеп.                            | окт.                            | ное.                            | дек.                            | Годишно                         |
| Абсолютни максимални температури (°C) | 35,0                            | 33,0                            | 35,0                            | 34,5                            | 34,5                            | 33,5                            | 34,5                            | 34,5                            | 34,5                            | 35,0                            | 35,0                            | 35,0                            | 35,0                            |
| Средни максимални температури (°C)    | 30,7                            | 30,6                            | 30,7                            | 30,7                            | 30,8                            | 30,8                            | 30,9                            | 31,0                            | 31,1                            | 31,2                            | 31,3                            | 30,9                            | 30,9                            |
| Средни температури (°C)               | 28,2                            | 28,1                            | 28,1                            | 28,2                            | 28,4                            | 28,3                            | 28,2                            | 28,3                            | 28,4                            | 28,6                            | 28,5                            | 28,2                            | 28,3                            |
| Средни минимални температури (°C)     | 25,3                            | 25,3                            | 25,2                            | 25,3                            | 25,5                            | 25,3                            | 25,1                            | 25,2                            | 25,3                            | 25,4                            | 25,4                            | 25,3                            | 25,3                            |
| Абсолютни минимални температури (°C)  | 21,5                            | 22,5                            | 22,5                            | 22,5                            | 21,0                            | 21,0                            | 21,0                            | 21,5                            | 22,5                            | 22,0                            | 22,5                            | 22,0                            | 21,0                            |
| Средни месечни валежи (mm)            | 271                             | 218                             | 204                             | 184                             | 158                             | 155                             | 168                             | 138                             | 120                             | 110                             | 115                             | 212                             | 2052                            |
| Средно количество слънчеви часове     | 220.1                           | 192.1                           | 207.7                           | 201.0                           | 229.4                           | 219.0                           | 229.4                           | 257.3                           | 243.0                           | 260.4                           | 240.0                           | 189.1                           | 2688.5                          |
| ------------------------------------- | ------------------------------- | ------------------------------- | ------------------------------- | ------------------------------- | ------------------------------- | ------------------------------- | ------------------------------- | ------------------------------- | ------------------------------- | ------------------------------- | ------------------------------- | ------------------------------- | ------------------------------- |
| Източник: Deutscher Wetterdienst      |                                 |                                 |                                 |                                 |                                 |                                 |                                 |                                 |                                 |                                 |                                 |                                 |                                 |

## История
Тарауа играе централна роля в кирибатската митология и култура, но животът в Южна Тарауа е малко по-различен от този на другите острови, преди да се превърне в седалище на колониалното правителство на протектората Острови Гилбърт и Елис. При Бетио се води битката за Тарауа между САЩ и Японската империя през Втората световна война.

## Икономика
Южна Тарауа е икономическият център на Кирибати. Тук се намира главното пристанище, главното летище, както и повечето предприятия. Копрата, която се добива на останалите острови, се преработва в Бетио, където се получава масло за международния пазар. Развит е риболовът, изнася се риба тон.
Вносът е много по-голям от износа и повечето домакинства в Южна Тарауа разчитат на държавна заетост и парични преводи от роднини, работещи в чужбина. Безработицата и недостатъчната заетост са сериозен проблем. През 2010 г. само 34% от възрастните в града (над 15-годишна възраст) работят за пари.